# Southolt
Southolt – wieś w Anglii, w hrabstwie Suffolk, w dystrykcie Mid Suffolk. Leży 24 km na północ od miasta Ipswich i 125 km na północny wschód od Londynu. Miejscowość liczy 70 mieszkańców.